# Джеймс Дебба
Джеймс Дебба (англ. James Debbah, нар. 14 грудня 1969, Монровія) — ліберійський футболіст, що грав на позиції нападника, зокрема за низку французьких клубних команд та національну збірну Ліберії. По завершенні ігрової кар'єри — тренер.
Двоюрідний брат легендарного ліберійського футболіста, а згодом президента країни, Джорджа Веа.

## Клубна кар'єра
У дорослому футболі дебютував 1985 року виступами на батьківщині за «Майті Баролл». У складі цієї команди по два рази вигравав чемпіонат Ліберії і Кубок країни.
1989 року пограв за камерунський «Юніон Дуала», звідки того ж року перебрався до французького третьолігового «Стад Вальйорі», за рік грав вже на рівні Ліги 2 за «Олімпік» (Алес), а 1991 року приєднався до вищолігового «Монако».
1992 року перейшов до «Ліона», де провів наступні три сезони своєї ігрової кар'єри. Більшість часу, проведеного у складі «Ліона», був основним гравцем атакувальної ланки команди. У 1995–1997 роках захищав кольори «Ніцци», також в елітній Лізі 1, після чого по півроку відіграв за бельгійський «Андерлехт» та «Парі Сен-Жермен».
Згодом відіграв сезон у турецькому «Анкарагюджю» та два сезони за грецький «Іракліс», після чого протягом решти 2000-х років грав в Азії — еміратську «Аль-Джазіру», бахрейнські «Аль-Ріффу» і «Аль-Мухаррак», катарський «Аль-Арабі», а завершував кар'єру в Індонезії за «Бонтанг» та «Персірам».

## Виступи за збірну
1986 року дебютував в офіційних матчах у складі національної збірної Ліберії.
У складі збірної був учасником Кубка африканських націй 1996 року в ПАР та Кубка африканських націй 2002 року в Малі.
Загалом протягом кар'єри в національній команді, яка тривала 18 років, провів у її формі 55 матчів, забивши 13 голів. 2018 року 48-річний на той час Дебба ще одного разу виходив на поле у формі збірної Ліберії.

## Кар'єра тренера
Протягом 2013–2017 років тренував національну збірну Ліберії.

## Титули і досягнення
- Чемпіон Ліберії (2):

«Майті Баролл»: 1986, 1988
- Володар Кубка Ліберії (2):

«Майті Баролл»: 1985, 1986
- Володар Кубка Франції (2):

«Ніцца»: 1996-1997
«Парі Сен-Жермен»: 1997-1998
- Володар Кубка Короля Бахрейну (1):

«Аль-Мухаррак»: 2004-2005